# Jack Angus
Jack Angus est un footballeur écossais, né le 1er décembre 1868 à Glasgow et mort en 1933. Il joue au poste d'attaquant à la fin du XIXe siècle. Il prend notamment part à la première saison de Southampton St Mary's en Southern Football League.

## Carrière
William John Alexander Angus nait dans le quartier de Blythswood Hill, à Glasgow. Il commence sa carrière avec les Third Lanark AC. Il rejoint ensuite les Anglais d'Ardwick (devenu ensuite Manchester City) en mars 1892. La saison 1892-1893 est la première d'Ardwick AFC dans la Football League, et Angus marque pour le premier match de son équipe, lors d'une victoire 7-0 contre Bootle FC (en). Il inscrit trois buts pour sept matchs joués cette saison là avec le club mancunien. Il s'exile dans le Sud de l'Angleterre l'été venu, et signe en faveur de Southampton St Mary's.
Jack Angus est l'un des premiers joueurs professionnels a signer en faveur du club de Southampton. Il joue avec les Saint's deux matchs qualificatifs de FA Cup en Novembre 1893, ainsi que des matchs amicaux et des petites coupes locales. Décris par Holley et Chalk comme « un défenseur habile et agressif », il est le premier joueur du club à être exclu, pour un tacle mal maîtrisé le 24 février 1894 contre les rivaux de Freemantle F.C. durant un match de la Hampshire Senior Cup.
En 1894, Angus joue à la pointe de l'attaque. Cette dernière est également composée de Charles Baker (en), Fred Hollands (en), Harry Offer (en) et Herbert Ward (en). L'ancien joueur d'Ardwick AFC marque le premier but lors du premier match de Southampton dans la Football League. Il marque six autres buts, lui permettant de terminer meilleur buteur de la saison, à égalité.
La saison suivante, il joue trois matchs avec Southampton St Mary's avant de quitter le club en novembre 1895. En tout, il aura marqué 11 buts pour 23 matchs sous les couleurs des Saint's. Il joue ensuite pour Fulham FC, mais on ne connaît que peu de choses sur le restant de sa vie.